# 斯卡利内 (彼尔姆边疆区)
斯卡利内（羅馬化：Skalʹnyy）是俄罗斯彼尔姆边疆区的市级镇，属边疆区辖市丘索沃伊市，地处彼尔姆边疆区东部，位于丘索沃伊及边疆区首府彼尔姆东北方，有小河流经。镇内设有同名铁路车站。
该地2022年人口有1,500人；2010年人口1,853；2002年人口2,122；1989年人口5,951。